# The Great Battle
The Great Battle (en hangul,  안시성; en hanja,  安市城; RR= Ansi-seong) también conocida como La gran batalla o Ansi Fortress, es una película surcoreana histórico-acción estrenada el 19 de septiembre del 2018.

## Sinopsis
La película representa el asedio de la península de Ansi y la batalla entre las fuerzas de Goguryeo y Tang.
Situada en el año 645 d. C. durante la dinastía Goryeo, el Emperador Li de la Dinastía Tang, comienza su invasión a Goguryeo, uno de los antiguos reinos de Corea. Una victorias tras otra, el ejército Tang marcha hacia Ansi, protegida por el General Yang, el señor de la fortaleza.
Abandonado por su país y superado en número por miles de contrincantes, el valiente general reúne a sus hombres y mujeres para enfrentar al ejército Tang por su cuenta.

## Elenco

### Personajes principales
- Jo In-sung como Yang Man-chun.[4]
- Nam Joo-hyuk como Sa-mool.[5]
- Park Sung-woong como Li Shimin, Emperador Taizong de Tang.

### Personajes secundarios
- Bae Seong-woo como Choo Soo-ji.
- Uhm Tae-goo como Pa-so.
- Kim Seol-hyun como Baek-ha.[6]
- Oh Dae-hwan como Hwal-bo.[7]
- Park Byung-eun como Poong.
- Jung Eun-chae como Si-mi.
- Yu Oh-seong como Yeon Gaesomun.
- Sung Dong-il como Woo-dae.
- Jang Gwang como un maestro.
- Yeo Hoe-hyun como Ma-ro.
- Cha Bo-sung como un asistente de Manchun.

### Otros personajes
- Kim Wook como Nool-ham.
- Im Chul-soo como un soldado.
- Ok Ja-yeon como la esposa del soldado.

### Apariciones especiales
- Stephanie Lee como Dal-rae.
- Joo Suk-tae como Go Hye-jin (cameo)

## Premios y nominaciones
| Año  | Categoría                         | Premio                                        | Nominado                    | Resultado |
| ---- | --------------------------------- | --------------------------------------------- | --------------------------- | --------- |
| 2019 | Mejor actor revelación            | 10th Film Award of the Year                   | Nam Joo-hyuk                | Ganó      |
| 2018 | Mejor actor de reparto            | 5th Korean Film Producers Association Award   | Bae Seong-woo               | Ganó      |
| 2018 | Mejor actor revelación            | 39th Blue Dragon Film Award                   | Nam Joo-hyuk                | Ganó      |
| 2018 | Best Cinematography and Lightning | 39th Blue Dragon Film Award                   | Nam Dong-geun y Jung Hae-ji | Nominados |
| 2018 | Technical Award (Special Effects) | 39th Blue Dragon Film Award                   | Yoon Dae-won                | Nominado  |
| 2018 | Mejor actor revelación            | 38th Korean Association Of Film Critics Award | Nam Joo-hyuk                | Ganó      |
| 2018 | Top 11 Films                      | 38th Korean Association Of Film Critics Award | "The Great Battle"          | Ganó      |
| 2018 | Mejor actor revelación (Film)     | 2nd Seoul Award                               | Nam Joo-hyuk                | Ganó      |
| 2018 | Rising Star Award                 | 6th Marie Claire Asia Star Award              | Nam Joo-hyuk                | Ganó      |

## Producción
La película fue dirigida por Kim Kwang-sik, quien trabajó con los productores Kim Woo-taek, Jang Kyung-ik, Park Jae-soo y Mo Chong-jin.
El guion estuvo a cargo de Kim Kwang-sik, la música por Yoon Il-sang, la cinematografía estuvo en manos de Nam Dong-geun y la edición fue hecha por Kim Chang-joo.
La filmación inició el 23 de agosto del 2017 y finalizó el 24 de enero del 2018. El set de rodaje incluyó una réplica de la Fortaleza Ansi que se construyó con 11 metros (36 pies) de altura y 180 metros (590 pies) de longitud.
Contó con el apoyo de las compañías de producción Soojak Film" y "Studio&NEW" y fue distribuida por Next Entertainment World.

### Recepción
La película mayormente recibió críticas positivas por parte de los expertos, quienes elogiaron la cinematografía, la dirección, las actuaciones y las secuencias de acción. Sin embargo, también hubo críticas sobre la representación del comandante Yang Man-chun y la precisión histórica de la película.
Yoon Min-sik del "The Korea Herald" escribió: el director Kim hizo un trabajo inteligente al enmascarar los puntos débiles de sus actores y aprovechar al máximo sus fortalezas en esta película llena de acción. La voz de Jo parece fuera de lugar en una pieza de la época, sin embargo su personaje se abstiene de pronunciar discursos largos y en su lugar aparece la acción. También comentó que era muy poco probable que Yang Man-chun estuviera en sus 30 años o que hubiera un escuadrón de mujeres hermosas disparando armas de fuego o un grupo de súper soldados que luchaban sin sus cascos. Echando la precisión histórica por la ventana aunque con un resultado divertido.
Shim Sun-ah, de la "Agencia de Noticias Yonhap", escribió: Visualmente llamativa, imaginativa y convincente, "The Great Battle", fácilmente afirma su estatus como una de las películas de guerra más impresionantes que han salido del cine coreano en mucho tiempo. Dado que se sabe poco sobre la batalla y sobre Yang Man-chun, crearlo basada en una olvidada historia antigua olvidada con un director relativamente no probado, fuera una gran apuesta que podría haber salido terriblemente mal, sin embargo, había logrado combinar su estilo de energía con espectaculares secuencias en cámara lenta que representaron cada detalle de la feroz brutalidad de la batalla, así como el miedo de los superados soldados de Goguryo mientras observaban los grupos de invasores Tang.
Cary Darling del "Houston Chronicle" escribió: El director Kim Kwang-shik tiene un sorprendente ojo para la gran pantalla, coreografía de acción con CGI que a menudo es tremendamente impresionante..."The Great Battle" resuena con ecos de combates cinematográficos como la Batalla de Helm's Deep en el "The Lord of the Rings: The Two Towers" de Peter Jackson o cualquier número de asaltos de la serie "Game of Thrones".
Richard Yu del "Cinema Escapist" escribió: mientras que aunque "The Great Battle" se destaca con escenas llenas de acción y con una historia en rápida evolución, el guión se queda corto. Un oráculo misterioso que resulta ser el antiguo interés amoroso de Yang, hace acto de presencia, pero agrega poco a la historia antes de que sea rápidamente asesinada. Y para nuestra consternación, Baek-ha nunca logra desarrollar completamente su relación con su astuto oficial de caballería antes de que muera en combate. Si bien esto puede deberse al limitado tiempo de 136 minutos, el director Kim Kwang-sik podría haber tomado una página de "Red Cliff" de Jonh Woo y dividir la película en dos partes para darle al elenco tiempo suficiente para desarrollar sus personajes.

### Taquilla
La película recaudó US$ 194,200 en pre-visualizaciones y preventas.
Durante su estreno, la película terminó en primer lugar en la taquilla, atrayendo a 122.699 espectadores con un total de US$ 870,571. Después de 4 días de buen desempeño, la película superó el millón de ingresos el 23 de septiembre del mismo año. Durante su primer fin de semana, la película superó la taquilla con US$ 9,1 millones de 1,128,374 asistentes.
El 24 de septiembre del 2018, 6 días después de su estreno, la película superó los 2 millones en ingresos y dos días después, superó los 3 millones. El 29 de septiembre del mismo año superó los 4 millones de ingresos después de mantenerse entre los puestos más altos en la taquilla durante 10 días.
La película mantuvo su posición en la cima de las listas de taquilla durante su segundo fin de semana, a pesar de sufrir una caída bruta del 29% con US$ 6,5 millones de 815,042 asistentes.
La película superó los 5 millones de ingresos el 6 de octubre del 2018. Durante su tercer fin de semana, ganó US$ 1,8 millones en ingresos brutos con 234,886 asistentes, un 72% menos en comparación con su segundo fin de semana, terminando en tercer lugar, sólo detrás de películas como "Venom" y "Dark Figure of Crime".
Durante su cuarto fin de semana, la película obtuvo el quinto lugar, sufriendo una caída del 70% en comparación con el fin de semana anterior.
El 22 de octubre del 2018 la película superó su punto de equilibrio con 5,4 millones de ingresos. Atrayendo 5,441,020 espectadores con US$ 41,5 millones brutos. Al final de su período de exhibición quedó en segunda posición por taqulla entre las películas surcoreanas estrenadas en el año.

### Estrenos
En Corea del Sur la película se estrenó el 19 de septiembre del 2018.
La película se estrenó en Norteamérica el 21 de septiembre del 2018. Hasta esa fecha, la película se había vendido a más de 32 países, con fecha de estreno en Reino Unido, Vietnam, Australia, Nueva Zelanda, Taiwán y Singapur para octubre del mismo año.
El 24 de octubre del mismo año la película fue lanzada en V.O.D.